# Zacierp

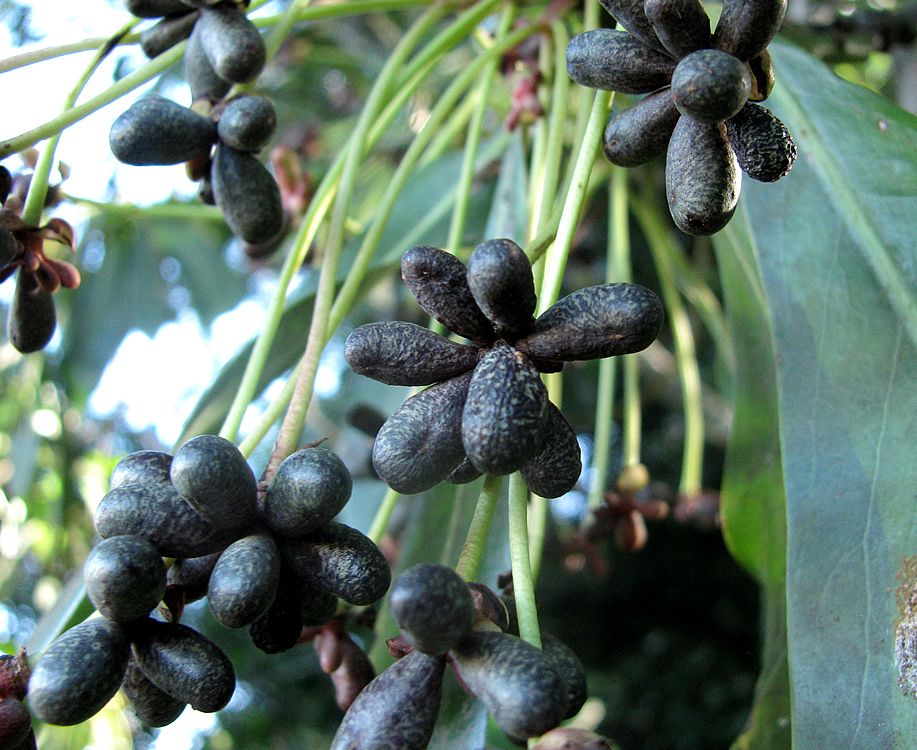
Owoce Drimys winteri

Zacierp (Drimys Forster & G. Forster) – rodzaj roślin z rodziny winterowatych (Winteraceae). Obejmuje w zależności od ujęcia albo 6–7 gatunków, albo ok. 30–40. W pierwszym, węższym ujęciu obejmuje tylko gatunki rosnące w Ameryce Środkowej i Południowej, a w szerszym ujęciu także z wysp Oceanii, Australii i południowo-wschodniej Azji, z centrum zróżnicowania na Nowej Gwinei. W węższym ujęciu gatunki z Azji, Australii i Oceanii wyodrębniane są w osobny rodzaj Tasmannia. 
Zacierp Wintera (nazwany tak na cześć Williama Wintera, kapitana podróżującego z Francisem Drakiem w 1578 dookoła świata, który odkrył ten gatunek w rejonie Cieśniny Magellana) jest rośliną użytkową, sadzoną jako ozdobna, ale też kora i owoce służą do wyrobu tzw. cynamonu magellańskiego, kory Wintera lub magellańskiej, będącej zamiennikiem cynamonu, a kora i żywica stosowana jest leczniczo w przypadku szkorbutu, malarii i dolegliwości przewodu pokarmowego. Kora Drimys granadensis wykorzystywana jest leczniczo w Meksyku.

## Morfologia
Drzewa i krzewy o liściach skrętoległych. Kwiaty jedno- lub obupłciowe wyrastają pojedynczo, w pęczkach lub baldachach. Kielich otacza początkowo kulisty pąk kwiatowy i jest zrośnięty, przez rozwijający się kwiat jest rozrywany na 2–3 odpadające działki. Płatki są dwa lub liczniejsze, rzadko zredukowane do jednego lub nawet całkowicie. Słupki są wolne.

## Systematyka
Jeden z rodzajów z rodziny winterowatych (Winteraceae). 
Wykaz gatunków
- Drimys andina (Reiche) R.A.Rodr. & Quezada
- Drimys angustifolia Miers
- Drimys brasiliensis Miers
- Drimys confertifolia Phil.
- Drimys granadensis L.f.
- Drimys roraimensis (A.C.Sm.) Ehrend., Silberb.-Gottsb. & Gottsb.
- Drimys winteri J.R.Forst. & G.Forst. – zacierp Wintera